# Willensnation

Willensnation est un terme politique de langue allemande qui signifie, littéralement, « nation par volonté », et qui a été traduit comme « Nation [ou État] fondé sur la volonté politique »,. 
On l'utilise pour dénommer un État non issu d'une « communauté d'origine [ou d'] une nation de formation organique », comme se conçoivent par exemple la France ou l'Allemagne, mais d'un acte de volonté politique. C'est surtout la Suisse, pays composé de plusieurs communautés linguistiques et culturelles, qui est souvent décrit comme Willensnation. Selon l'historien Georg Kreis, l'Union européenne, elle aussi, bien qu'elle « ne sera probablement jamais un État national », possède « l'essence d'une nation fondée sur la volonté ».